# Ericeia fuscipuncta
Ericeia fuscipuncta là một loài bướm đêm trong họ Erebidae.